# ویی (جمهوری آذربایجان)
ویی (به لاتین: Vıy) یک منطقه مسکونی در جمهوری آذربایجان است که در شهرستان لنکران و در دهیاری بیله‌سر واقع شده  است.